# 熱の入江
熱の入り江 (Sinus Aestuum) は、島の海の北東に伸びる部分である。この湾の月面座標は、北緯10.9°、西経8.8°であり、直径は290kmである。
熱の入り江は平らでほぼ構造がなく、低アルベドの玄武岩質溶岩で構成されており、少数の小さな衝突痕といくらかのリンクルリッジがある。東の境界は不規則な地形で、この湾と東の蒸気の海を隔てている。北にはアペニン山脈と大きなクレーターエラトステネスがある。西端に沿ってスタディウスがあり、南西には島の海がある。